# Trémery
Trémery é uma comuna francesa na região administrativa de Grande Leste, no departamento de Mosela. Estende-se por uma área de 7,53 km², com 1 146 habitantes, segundo os censos de 1999, com uma densidade de 152 hab/km².